# カシオペヤ座ガンマ星
カシオペヤ座γ星（カシオペヤざガンマせい）は、カシオペヤ座の恒星で2等星。カシオペヤ座の「W」の中心の星である。

## 特徴

### 連星系
カシオペヤ座γ星は連星で、おそらく白色矮星（中性子星説もあった）の伴星Bを持つ。主星はおよそ2等星の変光星、伴星は10.9等星である。伴星は約2秒離れ、ほぼ円軌道を203.5日周期で公転している。
他に、約50秒離れた12.9等星のC、21分離れた5.6等星のD (HD 5408) がある。Cは連星系に属しているか不明だが、Dは固有運動の一致などから物理的に結びついていることが示されている。
主星はディスクに囲まれている。ディスクのFWHM半径は 1.5−7.25 R*（単位は恒星の半径）である。

### 変光星
カシオペヤ座γ星Aは、カシオペヤ座γ型変光星の代表星で、1937年に1.6等まで増光した（これはカシオペヤ座で最も明るい）。暗い時は3.0等まで減光する。1866年にヴァチカン天文台のアンジェロ・セッキによってスペクトル中に輝線が発見され、これは恒星として史上初めてであった。

## 名称
γ Cassiopeiae、略称γ Cas。明るい星であるが、アラビア語やラテン語に由来する名の知られた名称はない。
アメリカでは、宇宙飛行士ガス・グリソムのミドルネーム (Ivan) の綴りを逆さにしたNaviという名称で知られている。航法に使われる36の恒星のうち、カシオペヤ座γ星、おおぐま座ι星、ほ座γ星には欧米でよく知られた名称がなかった。そこで、1967年春にアポロ1号の予備飛行士であった3名とグリフィス天文台台長のクラレンス・クレミンショウによって、その年の1月の事故で亡くなったガス・グリソムに因んだ名前が名付けられた。
中国語で『鞭』を意味する語（策[cè]）からツィー (Tsih、Cih) と呼ばれることがある。